# Depressaria krasnowodskella
Depressaria krasnowodskella is een vlinder uit de familie grasmineermotten (Elachistidae). De wetenschappelijke naam is voor het eerst geldig gepubliceerd in 1953 door Hannemann.
De soort komt voor in Europa.